# Большая Лавровка
Большая Лавровка — посёлок в Полевском муниципальном округе Свердловской области России. Ранее посёлок входил в состав Зюзельского поссовета города Полевского.

## География
Большая Лавровка расположена в 20 километрах (по дорогам в 23 километрах) к западо-юго-западу от города Полевского, на берегу реки Ревды (левого притока Чусовой). Связь с посёлком в распутицу затруднена.

## История
В 1966 году указом Президиума Верховного Совета РСФСР посёлок Полевской пригородной зоны города Полевского переименован в Большую Лавровку.

## Население
| 2002 | 2010 |
| ---- | ---- |
| 81   | ↘51  |